# Теплопроводность

Рисунок для пояснения механизма теплопроводности в твёрдом теле

Теплопрово́дность — способность материальных тел проводить тепловую энергию от более нагретых частей тела к менее нагретым частям тела путём хаотического движения частиц тела (атомов, молекул, электронов и т. п.). Такой теплообмен может происходить в любых телах с неоднородным распределением температур, но механизм переноса теплоты будет зависеть от агрегатного состояния вещества.
Различают стационарный и нестационарный процессы теплопроводности в твёрдом теле.
Стационарный процесс характеризуется неизменными во времени параметрами процесса, такой процесс устанавливается при длительном поддержании температур теплообменивающихся сред на одном и том же уровне.
Нестационарный процесс представляет собой неустановившийся тепловой процесс в телах и средах, характеризуемый изменением температуры в пространстве и во времени.
Теплопроводностью называется также количественная характеристика способности тела проводить тепло. В сравнении тепловых цепей с электрическими это аналог проводимости.
Количественно способность вещества проводить тепло характеризуется коэффициентом теплопроводности. Эта характеристика равна количеству теплоты, проходящему через однородный образец материала единичной длины и единичной площади за единицу времени при единичной разнице температур (1 К). В Международной системе единиц (СИ) единицей измерения коэффициента теплопроводности является Вт/(м·K).
Исторически считалось, что передача тепловой энергии связана с перетеканием гипотетического теплорода от одного тела к другому. Однако с развитием молекулярно-кинетической теории явление теплопроводности получило своё объяснение на основе взаимодействия частиц вещества: молекулы в более нагретых частях тела движутся быстрее и передают энергию посредством столкновений медленным частицам в более холодных частях тела.

## Закон теплопроводности Фурье
В установившемся режиме плотность потока энергии, передающейся посредством теплопроводности, пропорциональна градиенту температуры:
{\displaystyle {\vec {q}}=-\varkappa \mathop {\mathrm {grad} } T}
где {\displaystyle {\vec {q}}} — вектор плотности теплового потока — количество энергии, проходящей в единицу времени через единицу площади, перпендикулярной каждой оси, {\displaystyle \varkappa } — коэффициент теплопроводности (удельная теплопроводность), {\displaystyle T} — температура. Минус в правой части показывает, что тепловой поток направлен противоположно вектору {\displaystyle \mathop {\textrm {grad}} T} (то есть в сторону скорейшего убывания температуры). Это выражение известно как закон теплопроводности Фурье.
В интегральной форме это же выражение запишется так (если речь идёт о стационарном потоке тепла от одной грани параллелепипеда к другой):
{\displaystyle P=-\varkappa {\frac {S\Delta T}{l}},} {\displaystyle P=-{{\text{Вт}} \over {{\text{м}}\cdot {\text{К}}}}\cdot {{{\text{м}}^{2}\cdot {\text{К}}} \over {\text{м}}}={\text{Вт}}}
где {\displaystyle P} — полная мощность тепловой передачи, {\displaystyle S} — площадь сечения параллелепипеда, {\displaystyle \Delta T} — перепад температур граней, {\displaystyle l} — длина параллелепипеда, то есть расстояние между гранями.

### Связь с электропроводностью
Связь коэффициента теплопроводности {\displaystyle \varkappa } с удельной электрической проводимостью {\displaystyle \sigma } в металлах устанавливает закон Видемана — Франца:
{\displaystyle {\frac {\varkappa }{\sigma }}={\frac {\pi ^{2}}{3}}\left({\frac {k}{e}}\right)^{2}T,}
где {\displaystyle k} — постоянная Больцмана,
{\displaystyle e} — заряд электрона,
{\displaystyle T} — абсолютная температура.

### Коэффициент теплопроводности газов
В газах коэффициент теплопроводности может быть найден по приближённой формуле
{\displaystyle \varkappa \sim {\frac {1}{3}}\rho c_{v}\lambda {\bar {v}},}
где {\displaystyle \rho } — плотность газа, {\displaystyle c_{v}} — удельная теплоёмкость при постоянном объёме, {\displaystyle \lambda } — средняя длина свободного пробега молекул газа, {\displaystyle {\bar {v}}} — средняя тепловая скорость. Эта же формула может быть записана как
{\displaystyle \varkappa ={\frac {ik}{3\pi ^{3/2}d^{2}}}{\sqrt {\frac {RT}{\mu }}},}
где {\displaystyle i} — сумма поступательных и вращательных степеней свободы молекул (для двухатомного газа {\displaystyle i=5}, для одноатомного {\displaystyle i=3}), {\displaystyle k} — постоянная Больцмана, {\displaystyle \mu } — молярная масса, {\displaystyle T} — абсолютная температура, {\displaystyle d} — эффективный (газокинетический) диаметр молекул, {\displaystyle R} — универсальная газовая постоянная. Из формулы видно, что наименьшей теплопроводностью обладают тяжелые одноатомные (инертные) газы, наибольшей — легкие многоатомные (что подтверждается практикой, максимальная теплопроводность из всех газов — у водорода, минимальная — у радона, из нерадиоактивных газов — у ксенона).

### Теплопроводность в сильно разреженных газах
Приведённое выше выражение для коэффициента теплопроводности в газах не зависит от давления. Однако если газ сильно разрежен, то длина свободного пробега определяется не столкновениями молекул друг с другом, а их столкновениями со стенками сосуда. Состояние газа, при котором длина свободного пробега молекул ограничивается размерами сосуда называют высоким вакуумом. При высоком вакууме теплопроводность убывает пропорционально плотности вещества (то есть пропорциональна давлению в системе): {\displaystyle \varkappa \sim {\frac {1}{3}}\rho c_{v}l{\bar {v}}\propto P}, где {\displaystyle l} — размер сосуда, {\displaystyle P} — давление.
Таким образом коэффициент теплопроводности вакуума тем ближе к нулю, чем глубже вакуум. Это связано с низкой концентрацией в вакууме материальных частиц, способных переносить тепло. Тем не менее, энергия в вакууме передаётся с помощью излучения. Поэтому, например, для уменьшения теплопотерь стенки термоса делают двойными, серебрят (такая поверхность лучше отражает излучение), а воздух между ними откачивают.

## Обобщения закона Фурье
Закон Фурье не учитывает инерционность процесса теплопроводности, то есть в этой модели изменение температуры в какой-то точке мгновенно распространяется на всё тело. Закон Фурье неприменим для описания высокочастотных процессов (и, соответственно, процессов, чьё разложение в ряд Фурье имеет значительные высокочастотные гармоники). Примерами таких процессов являются распространение ультразвука, ударные волны и т. п. Инерционность в уравнения переноса первым ввел Максвелл, а в 1948 году Каттанео был предложен вариант закона Фурье с релаксационным членом:
{\displaystyle \tau {\frac {\partial \mathbf {q} }{\partial t}}=-\left(\mathbf {q} +\varkappa \,\nabla T\right).}
Если время релаксации {\displaystyle \tau } пренебрежимо мало, то это уравнение переходит в закон Фурье.

## Коэффициент теплопроводности
Коэффициент теплопроводности в 1 Вт/(м·К) означает, что:
- 1 квадратный метр вещества передаёт за 1 секунду 1 джоуль энергии на расстояние в 1 метр вследствие разницы температур в 1 кельвин.
- 1 квадратный метр вещества передаёт энергию на расстояние в 1 метр со скоростью 1 ватт вследствие разницы температур в 1 кельвин.

### Коэффициенты теплопроводности различных веществ
| Материал                                            | Теплопроводность, Вт/(м·K)           |
| --------------------------------------------------- | ------------------------------------ |
| Графен                                              | 4840 ± 440 — 5300 ± 480              |
| Алмаз                                               | 1001—2600                            |
| Графит                                              | 278,4—2435                           |
| Арсенид бора                                        | 200—2000                             |
| Карбид кремния                                      | 490                                  |
| Серебро                                             | 430                                  |
| Медь                                                | 401                                  |
| Оксид бериллия                                      | 370                                  |
| Золото                                              | 320                                  |
| Алюминий                                            | 202—236                              |
| Нитрид алюминия                                     | 200                                  |
| Нитрид бора                                         | 180                                  |
| Кремний                                             | 150                                  |
| Латунь                                              | 97—111                               |
| Хром                                                | 107                                  |
| Железо                                              | 92                                   |
| Платина                                             | 70                                   |
| Олово                                               | 67                                   |
| Оксид цинка                                         | 54                                   |
| Сталь нелегированная                                | 47—58                                |
| Свинец                                              | 35,3                                 |
| Титан                                               | 21,9                                 |
| Сталь нержавеющая (аустенитная)                     | 15                                   |
| Кварц                                               | 8                                    |
| Термопаста высокого качества                        | 5—12 (на основе соединений углерода) |
| Гранит                                              | 2,4                                  |
| Бетон сплошной                                      | 1,75                                 |
| Бетон на гравии или щебне из природного камня       | 1,51                                 |
| Базальт                                             | 1,3                                  |
| Стекло                                              | 1—1,15                               |
| Термопаста КПТ-8                                    | 0,7                                  |
| Бетон на песке                                      | 0,7                                  |
| Вода при нормальных условиях                        | 0,6                                  |
| Кирпич строительный                                 | 0,2—0,7                              |
| Силиконовое масло                                   | 0,16                                 |
| Пенобетон                                           | 0,05—0,3                             |
| Газобетон                                           | 0,1—0,3                              |
| Древесина                                           | 0,15                                 |
| Нефтяные масла                                      | 0,12                                 |
| Свежий снег                                         | 0,10—0,15                            |
| Пенополистирол (горючесть Г1)                       | 0,038—0,052                          |
| Экструдированный пенополистирол (горючесть Г3 и Г4) | 0,029—0,032                          |
| Стекловата                                          | 0,032—0,041                          |
| Каменная вата                                       | 0,034—0,039                          |
| Пенополиизоцианурат (PIR)                           | 0,023                                |
| Пенополиуретан (поролон)                            | 0,029-0,041                          |
| Воздух (300 K, 100 кПа)                             | 0,022                                |
| Аэрогель                                            | 0,017                                |
| Диоксид углерода (273—320 K, 100 кПа)               | 0,017                                |
| Аргон (240—273 K, 100 кПа)                          | 0,015                                |
| Вакуум (абсолютный)                                 | 0 (строго)                           |

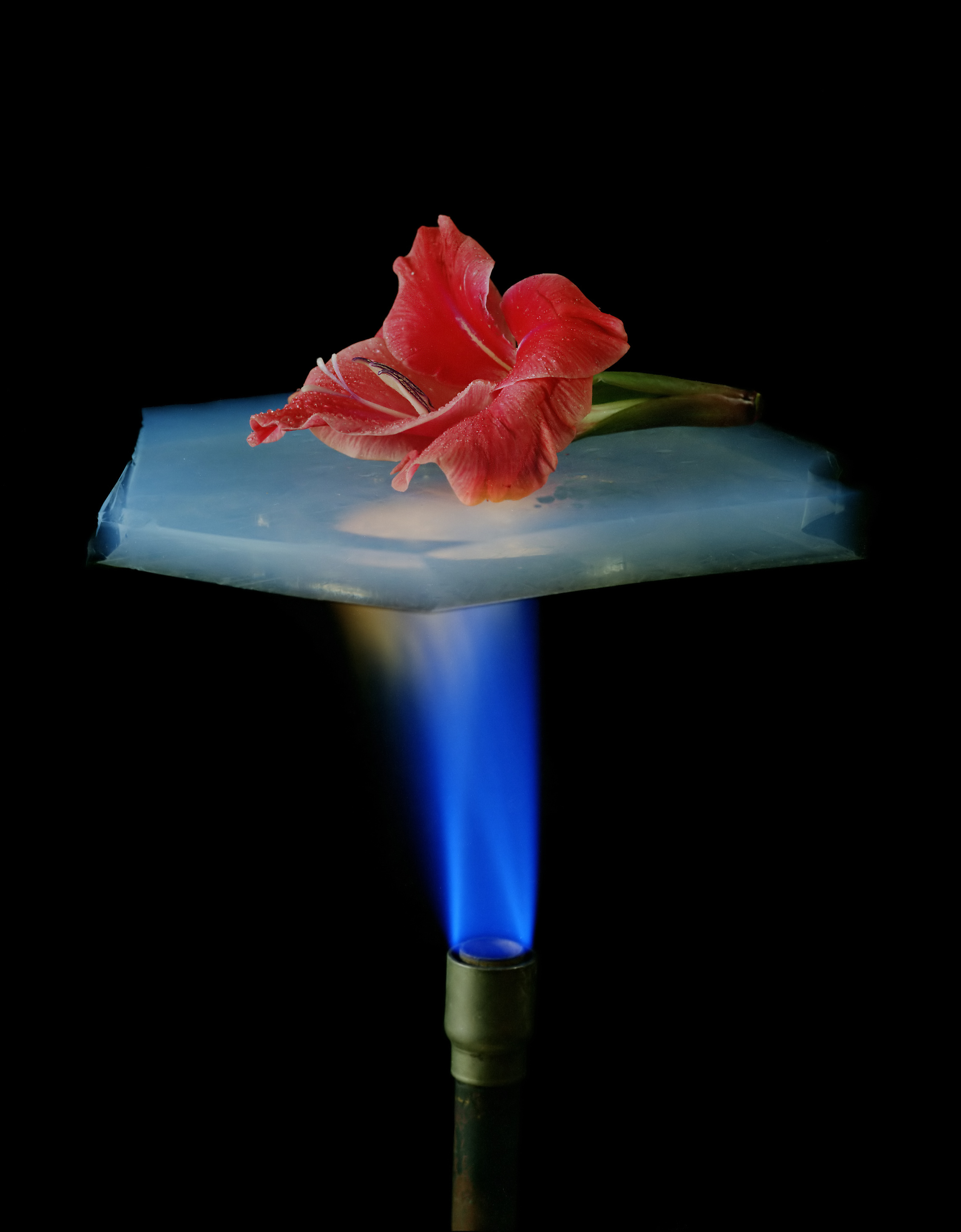
Цветок на куске аэрогеля над горелкой Бунзена

Также нужно учитывать передачу тепла из-за конвекции молекул и излучения. Например, при полной нетеплопроводности вакуума, тепловая энергия передаётся излучением (Солнце, инфракрасные теплогенераторы). В газах и жидкостях происходит перемешивание разнотемпературных слоёв естественным путём или искусственно (примеры принудительного перемешивания — фены, естественного — электрочайники). Также в конденсированных средах возможно «перепрыгивание» фононов из одного твердого тела в другое через субмикронные зазоры, что способствует распространению звуковых волн и тепловой энергии, даже если зазоры представляют собой идеальный вакуум.